# Луизианский провал
Луизианский провал (англ. Bayou Corne sinkhole) образовался в результате обрушения соляного купола, разрабатываемого компанией Texas Brine. Карстовая воронка была обнаружена работником Texas Brine 3 августа 2012 года после двухмесячной сейсмической активности и появления на поверхности байу пузырей. Окружающая провал местность — болото, преимущественно заросшее кипарисами.

## История возникновения

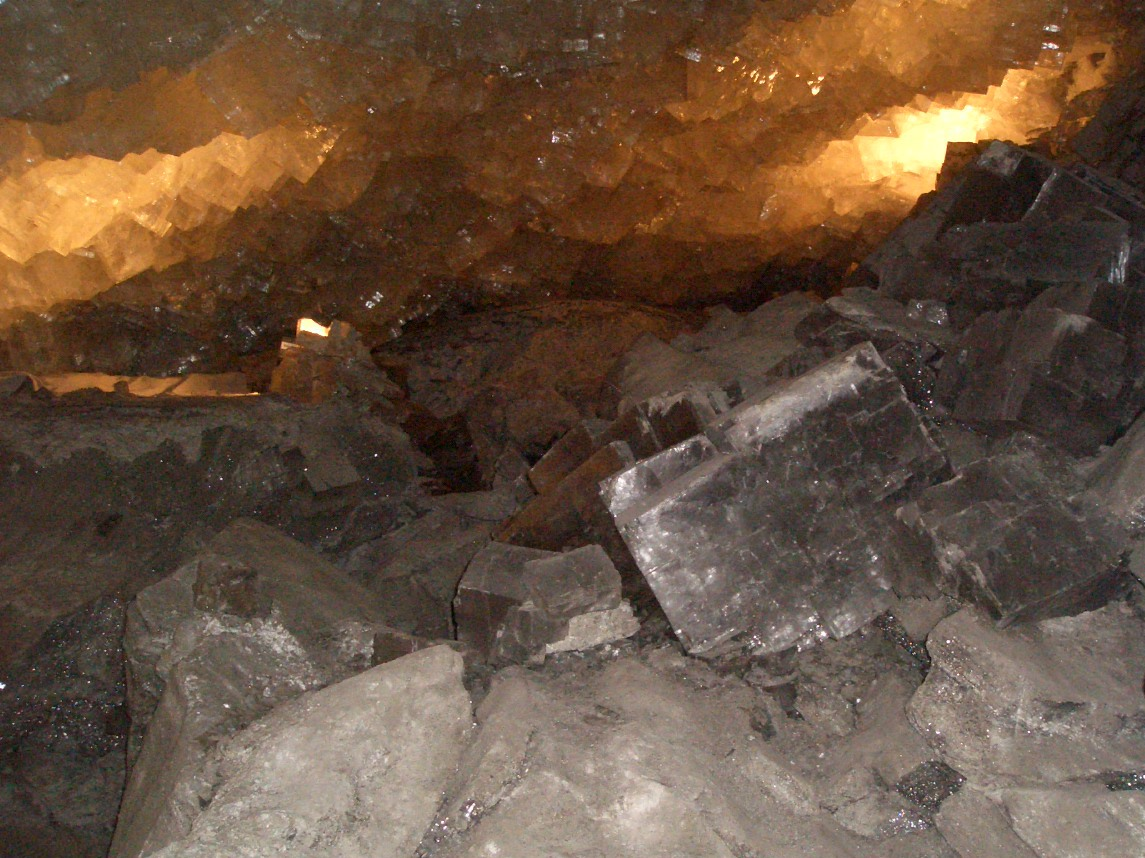
Солевые кристаллы в шахте. Германия

Соль, а также не растворяющие её газ и нефть добывают из соляных шахт с 1940-х годов. В процессе выработки известны случаи проседания и обрушения почвы. Наполеонсвилльская шахта, как и шахта Чокто, имеет выступающие структуры, и недооценка размера скважин может вызывать проблемы со стабильностью почвы.
Провал возник в результате разработки карста Oxy Geismar 3 в Наполеонсвилльской соляной шахте, выработка на которой началась в 1982 году. Это типичная для побережья Мексиканского залива соляная шахта. Рассол из подобных куполов добывается путём закачивания в них через скважины воды под давлением и последующего откачивания в очистительные сооружения, где из рапы получают гидроксид натрия и хлор. Побочным продуктом добычи является нефть, которую отправляют на производственные нужды.
Шахта была закрыта в июне 2011 года после долгого наблюдения. Содержание в толще земли нефти и газа уже в 1982 году вызвало проблемы с добычей. В 2011 году Texas Brine запросила разрешение на расширение шахты, но не смогла поддерживать требуемое давление, и вынуждена была законсервировать её. Проседание шахты произошло у стенок и не было вызвано давлением почвы на потолок шахты. Другие, менее вероятные и ненаучные, гипотезы заключаются в том, что проседание вызвано бурением для добычи нефти в 1950-х годах близ шахты или из-за сейсмической активности.

## Развитие событий
В течение трёх дней после появления провала его диаметр увеличился, и 350 жителям окрестностей было предложено эвакуироваться. Учёные утверждают, что приказ об эвакуации может действовать годы и на скорое возвращение надеяться не следует. Большинство эвакуированных получают 875 долларов США в неделю от компании Texas Brine Co.
Сразу после обнаружения провал достигал 98,8 метров в диаметре, 15,2 метров в глубину, за исключением правой части, где глубина достигала 128,6 метров. В мае 2013 года глубина провала составляла как минимум 230 метров, а площадь достигала около 6,1 гектара; внутри, по оценкам, содержится до полутора миллионов литров бутана. Согласно отчётам, компания оценивала подобный исход как невероятный и изначально выступила с заявлением о том, что им не известно, почему образовался провал, а уборку вокруг объяснила как ответственное поведение. На поверхности воды над провалом постоянно появляются пузырьки метана.
Приход Ассампшен объявил о чрезвычайном положении, а губернатор Бобби Джиндал объявил чрезвычайное положение по всему штату в связи с угрозой обрушения и нестабильности почвы, которая угрожала жизням и собственности жителей.
В мае 2013 года федеральный суд удовлетворил коллективный иск пострадавших от провала.
Texas Brine предложила отступные пострадавшим, и 44 из 92 предложений были приняты на июль 2013 года. Помимо этого компания была оштрафована на 260 000 долларов за задержку и несвоевременное выполнение требований штата о постройке сдерживающих откосов вокруг провала и установке в окружающих домах устройств для мониторинга состава воздуха.
В августе 2013 года, вопреки ожиданиям, провал увеличился до 10 гектаров и нанес новые разрушения. Управляющий готовностью к чрезвычайным ситуациям Джон Будро сообщил о том, что проблема может оставаться без решения по крайней мере три года.
По состоянию на 2016 год площадь провала составляла 14 гектаров.